# Firavitoba (ort)
Firavitoba är en ort i Colombia.   Den ligger i departementet Boyacá, i den centrala delen av landet, 170 km nordost om huvudstaden Bogotá. Firavitoba ligger 2 492 meter över havet och antalet invånare är 2 136.
Terrängen runt Firavitoba är huvudsakligen kuperad, men åt nordost är den platt. Firavitoba ligger nere i en dal. Runt Firavitoba är det tätbefolkat, med 659 invånare per kvadratkilometer. Närmaste större samhälle är Sogamoso, 8,2 km nordost om Firavitoba. Omgivningarna runt Firavitoba är en mosaik av jordbruksmark och naturlig växtlighet.